# David Riegler
David Riegler (* 17. Dezember 2002 in Wiener Neustadt) ist ein österreichischer Fußballspieler.

## Karriere

### Verein
Riegler begann seine Karriere beim SC Aspang. Im Jänner 2016 wechselte er in die AKA St. Pölten, in der er fortan sämtliche Altersstufen durchlief. Zur Saison 2020/21 wechselte er zu den viertklassigen Amateuren des SKN St. Pölten. In jener Saison kam er bis zum COVID-bedingten Abbruch zu acht Einsätzen in der Landesliga.
Zur Saison 2021/22 rückte der Verteidiger in den Profikader des SKN. Sein Debüt in der 2. Liga gab er im August 2021, als er am ersten Spieltag jener Spielzeit gegen den SK Rapid Wien II in der 64. Minute für Din Barlov eingewechselt wurde.

### Nationalmannschaft
Im März 2023 gab Riegler gegen Polen sein Debüt für die österreichische U-21-Auswahl.